# Kazuki Sorimachi
Kazuki Sorimachi (født 11. august 1987) er en tidligere japansk fodboldspiller.
Han har spillet for flere forskellige klubber i sin karriere, herunder Thespa Kusatsu.